# Jacques Koerfer
Jacques Koerfer (* 2. November 1902; † 28. August 1990) war ein deutscher Unternehmer und Kunstsammler. Der Großaktionär bei BMW trug eine bedeutende Kollektion mit Werken des französischen Impressionismus, der klassischen Moderne und Arbeiten zeitgenössischer Künstler zusammen.

## Leben
Jacques Koerfer kam als Sohn des Architekten und Bauunternehmers Jacob Koerfer und seiner Frau Hubertine (Berta), geborene Kochs, zur Welt. Einer seiner Brüder ist der Architekt Hanns Koerfer. Zum Familienvermögen gehören bis heute das von seinem Vater entworfene Hansahochhaus in Köln und weitere Immobilien. Jacques Koerfer beendete zunächst ein Jurastudium mit Promotion, bevor er im väterlichen Unternehmen seine Arbeit in der Immobilienverwaltung aufnahm. Später gründete er ein Filmproduktionsunternehmen und übernahm 1938 im Zuge der sogenannten „Arisierung“ Teile des Berliner Garbaty-Zigarettenunternehmens und deren Grundstücke.
Jacques Koerfer war in erster Ehe mit Irène Koerfer-Fehr verheiratet. Aus dieser Ehe gingen drei Kinder hervor, darunter der Filmregisseur Thomas Koerfer. In den 1930er Jahren zog Koerfer in die Schweiz. Nach dem Tod der ersten Frau heiratete er in zweiter Ehe Christina Koerfer-Feine (1921–2013). Aus dieser Ehe stammen fünf weitere Kinder, zu denen der Historiker Daniel Koerfer und der Verlagskaufmann Adrian Koerfer gehören. Die Familie lebte in der Campagne Rothaus in Bolligen bei Bern und ließ sich 1967 im Tessin in Moscia vom bekannten Architekten Marcel Breuer eine Villa errichten. Als Unternehmer engagierte er sich ab den 1950er Jahren beim Automobilkonzern BMW und hielt zeitweise zehn Prozent der Aktien. Zudem bekleidete er einige Zeit den stellvertretenden Vorsitz im Aufsichtsrat. Koerfer ist darüber hinaus als einer der bedeutenden Kunstsammler der Nachkriegszeit bekannt.

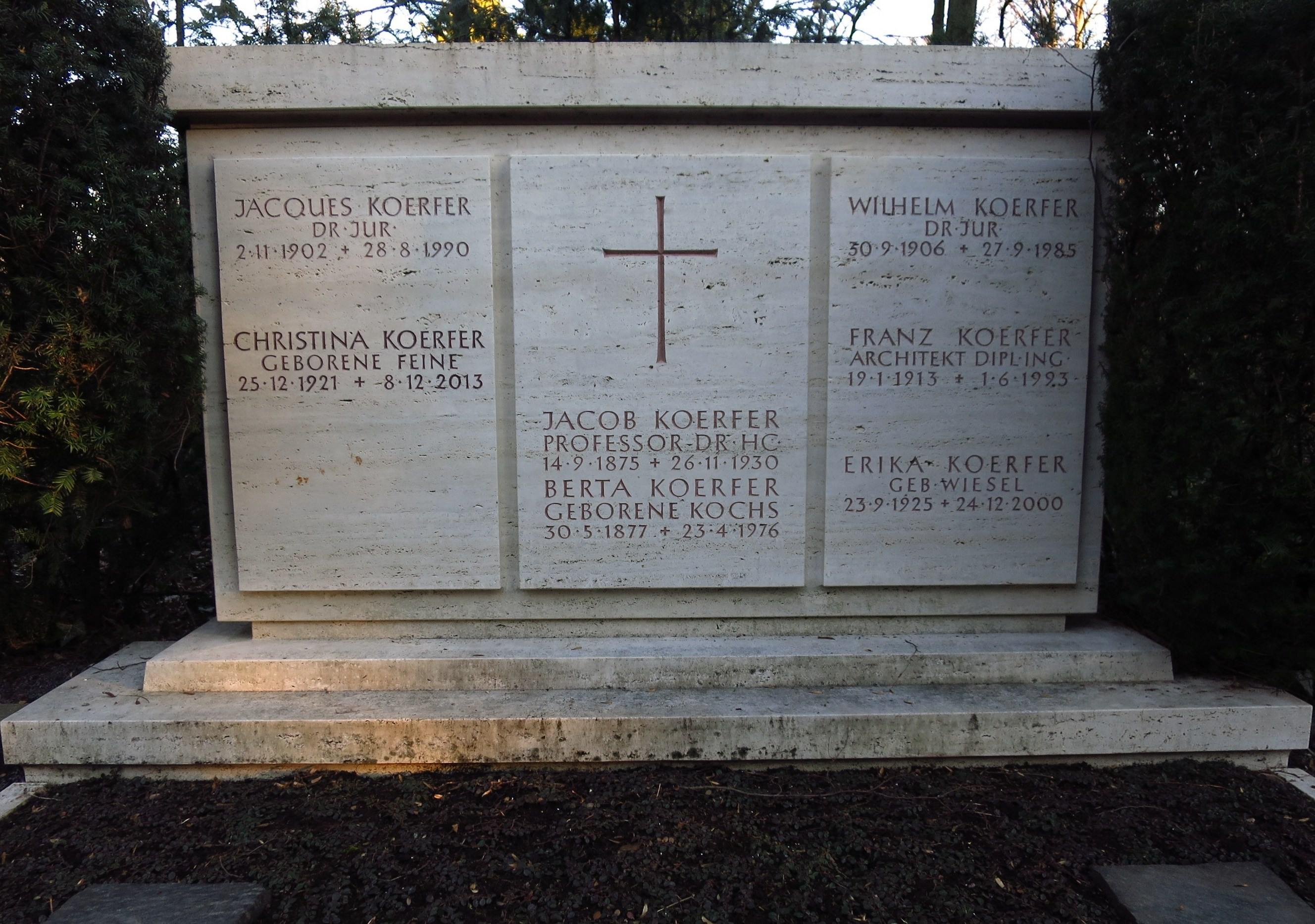
Grabstätte der Familie Koerfer (Februar 2019)

Koerfer starb 1990 im Alter von 87 Jahren und wurde in der Familiengrabstätte auf dem Kölner Melaten-Friedhof (Grabstelle: MA, zwischen HWG und Lit. P) beigesetzt
Seine Kunstsammlung ließen die Erben nach dem Tod des Sammlers in mehreren Auktionen versteigern. Besondere Beachtung fiel hierbei auf das Selbstbildnis ohne Bart von Vincent van Gogh, das 1998 für 71,5 Millionen US-Dollar einen neuen Besitzer fand – der zweithöchste Preis, der je für ein Werk dieses Künstlers gezahlt wurde. Nach Jacques Koerfer ist die Dr. Jacques Koerfer-Stiftung benannt, die sich der Förderung des internationalen wissenschaftlichen Nachwuchses in den Fachrichtungen Architektur, Kunstgeschichte und Neuere Geschichte/Zeitgeschichte widmet.

## Die Kunstsammlung Jacques Koerfers
Zur Sammlung von Jacques Koerfer gehörten überwiegend Werke des französischen Impressionismus, der Klassischen Moderne sowie Arbeiten zeitgenössischer Künstler. Eine Ausnahme in dieser Kollektion war das 1518–20 entstandene Tafelbild Die wundertätige Quelle in Sankt Florian von Albrecht Altdorfer. Stilistisch noch vor dem Impressionismus liegt die Stadtansicht Le Pont des Arts, Paris von Stanislas Lépine aus dem Jahr 1875, wohingegen das bereits 1868 entstandene Landschaftsbild Pommiers à Pontoise: La maison du père Gallien von Camille Pissarro deutliche Züge des Impressionismus zeigt. Weitere Höhepunkte dieser Stilrichtung in der Sammlung waren die Gemälde L’Inondation: La Seine à Vétheuil (1879–80) von Claude Monet, L’Amazone de face (1882) von Édouard Manet und Le Barrage du Loing à St-Mammès (1886) von Alfred Sisley. Hinzu kamen das 1882 entstandene Aquarell Homme et Enfant à l'Ombrelle von Berthe Morisot, die Ölskizze Achille de Gas, debout en chapeau haut de forme (1872–73) und das Pastell Danseuses en scène, (1896–98) von Edgar Degas. Zwei weitere Pastelle mit den Titeln Nu de Dos und Les Baigneuses (1894) stammten von Pierre-Auguste Renoir.

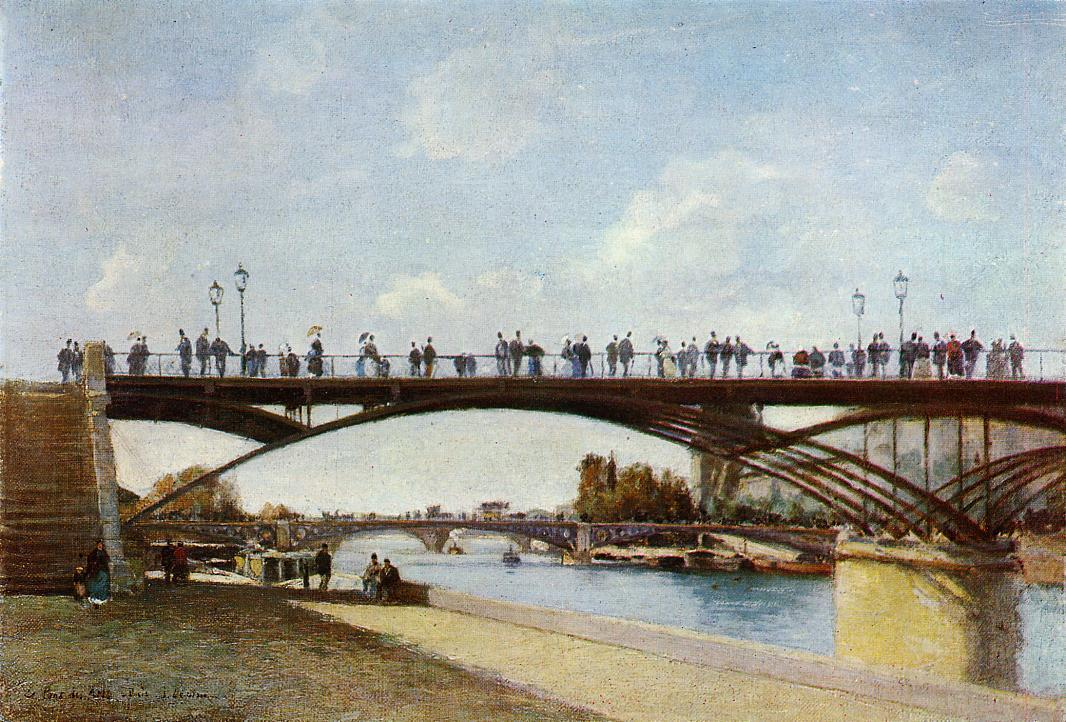
Stanislas Lépine: Le Pont des Arts, Paris, 1875 Privatsammlung
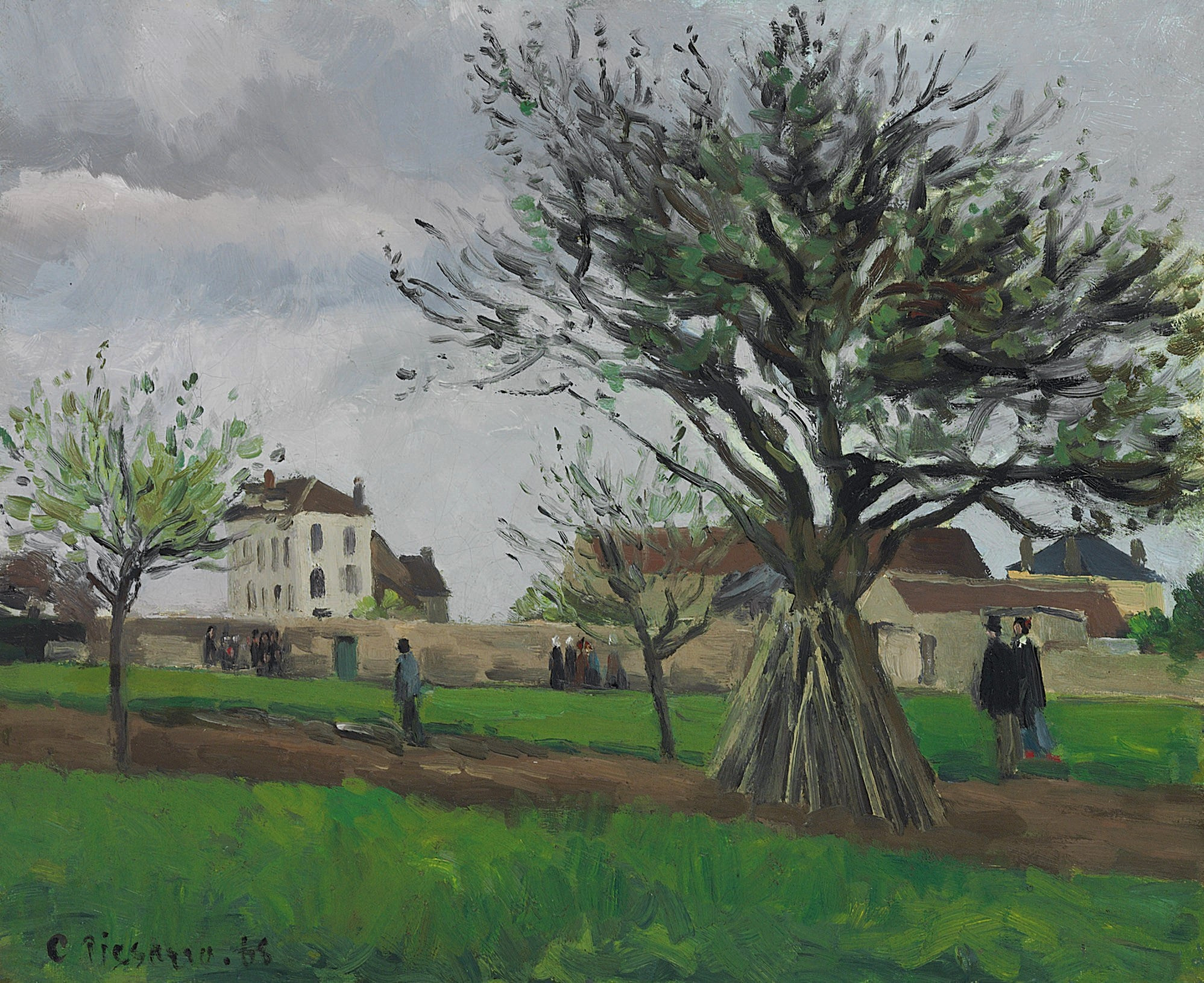
Camille Pissarro: Pommiers Pontoise, 1868 Privatsammlung
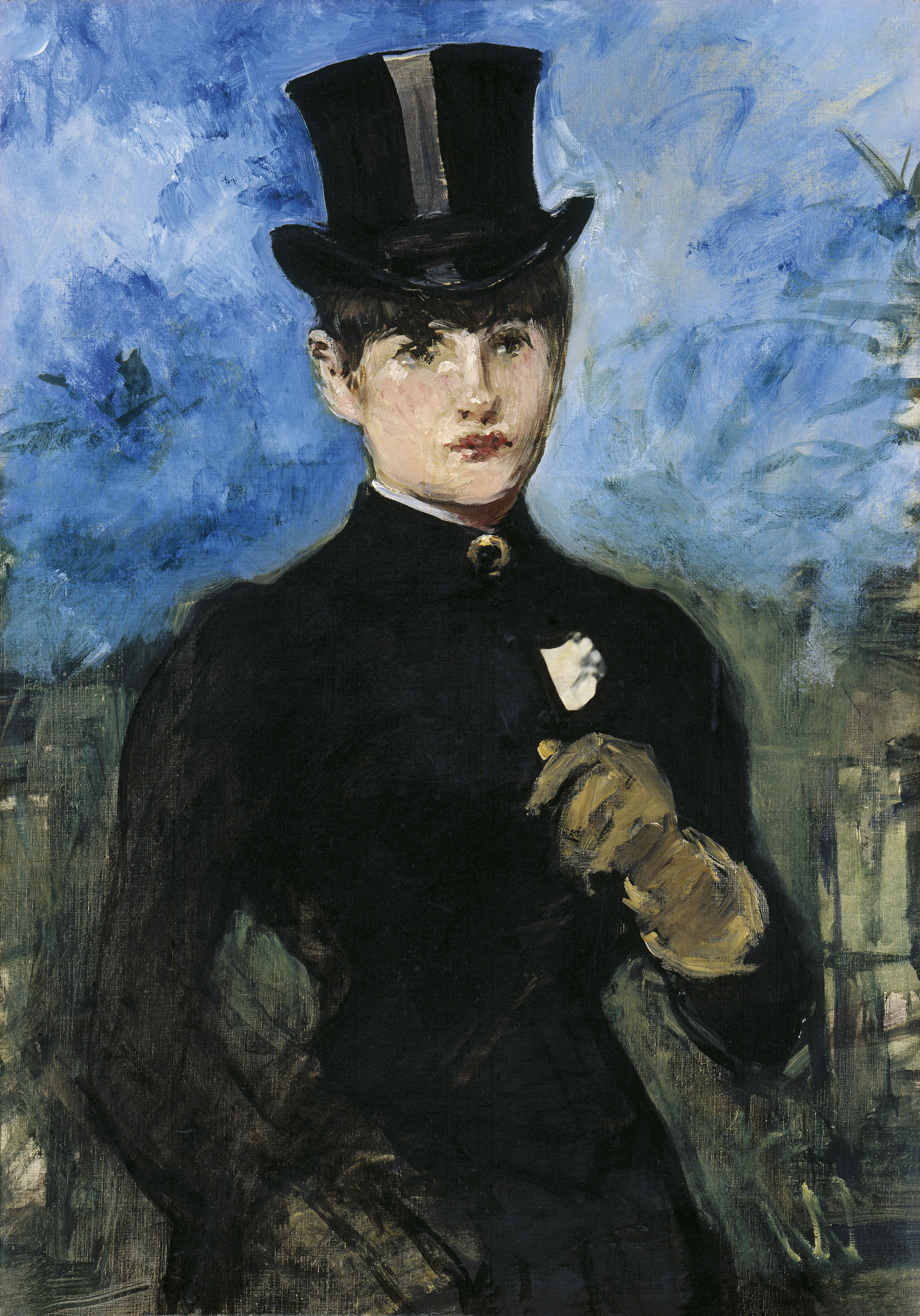
Édouard Manet: Amazone en face, 1882 Museo Thyssen-Bornemisza, Madrid
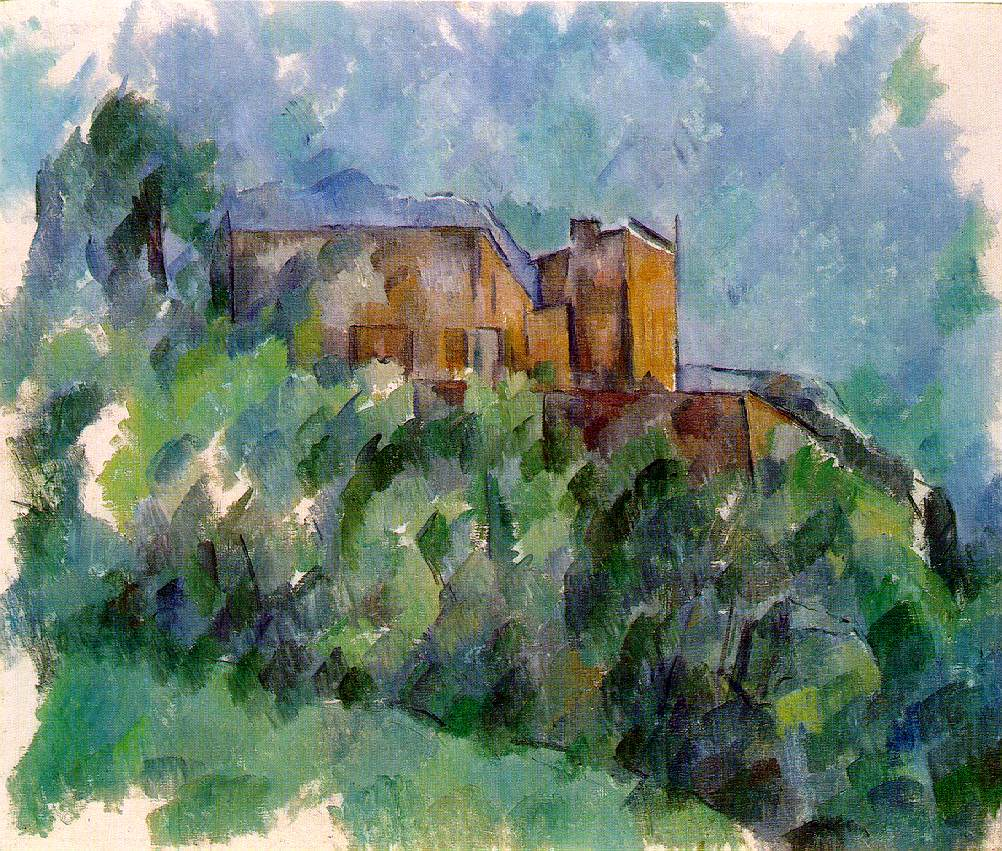
Paul Cézanne: Château Noir, 1902–05 Privatsammlung

Paul Cézanne war in der Sammlung mit den Gemälden Coussin sur une chaise (1887), Le Château Noir (1902–05) und Portrait de l’Artiste (1883–85) vertreten. Zu den Werken des Spätimpressionismus gehörten Paysage à Pont-Aven (1888) und Portrait de l’Artiste devant le chevalet. Kopenhagen (1884–85) von Paul Gauguin und Porträt des Künstlers ohne Bart (1889) von Vincent van Gogh. Hinzu kamen die Gouachen Dans la Loge au Concert (1896) und Danseuse ajustant son maillot ou le Premier Maillot (1890) von Henri de Toulouse-Lautrec sowie die Bleistiftzeichnung Homme couché sur un parapet (1883/1884) von Georges Seurat. Zu den Künstlern des 20. Jahrhunderts in der Sammlung gehörte Georges Rouault, von dem Koerfer das in Gouache und Aquarell ausgeführte Werk Femme aux cheveux roux von 1908 besaß. Von Pierre Bonnard gehörten ihm die beiden Gemälde Homme et Femme dans un Intérieur von 1898 und Boulevard des Batignolles ou La Pluie von 1926. Darüber hinaus gab es von Amedeo Modigliani das Portrait du Sculpteur Oscar Miestchaninoff von 1916 in der Sammlung. Hinzu kam mit L’Idole - Portrait de Madame Matisse von 1906 ein frühes Werk von Henri Matisse.

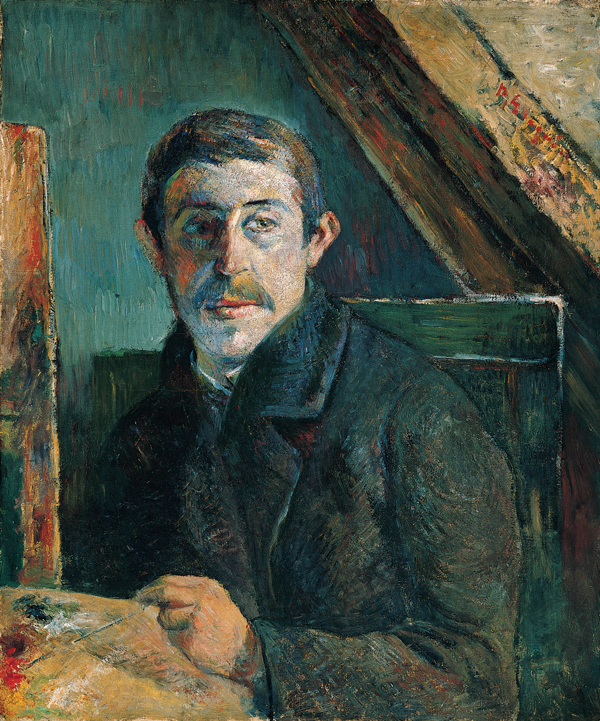
Paul Gauguin: Portrait de l’Artiste devant le chevalet. Kopenhagen, 1884–85 Kimbell Art Museum, Fort Worth
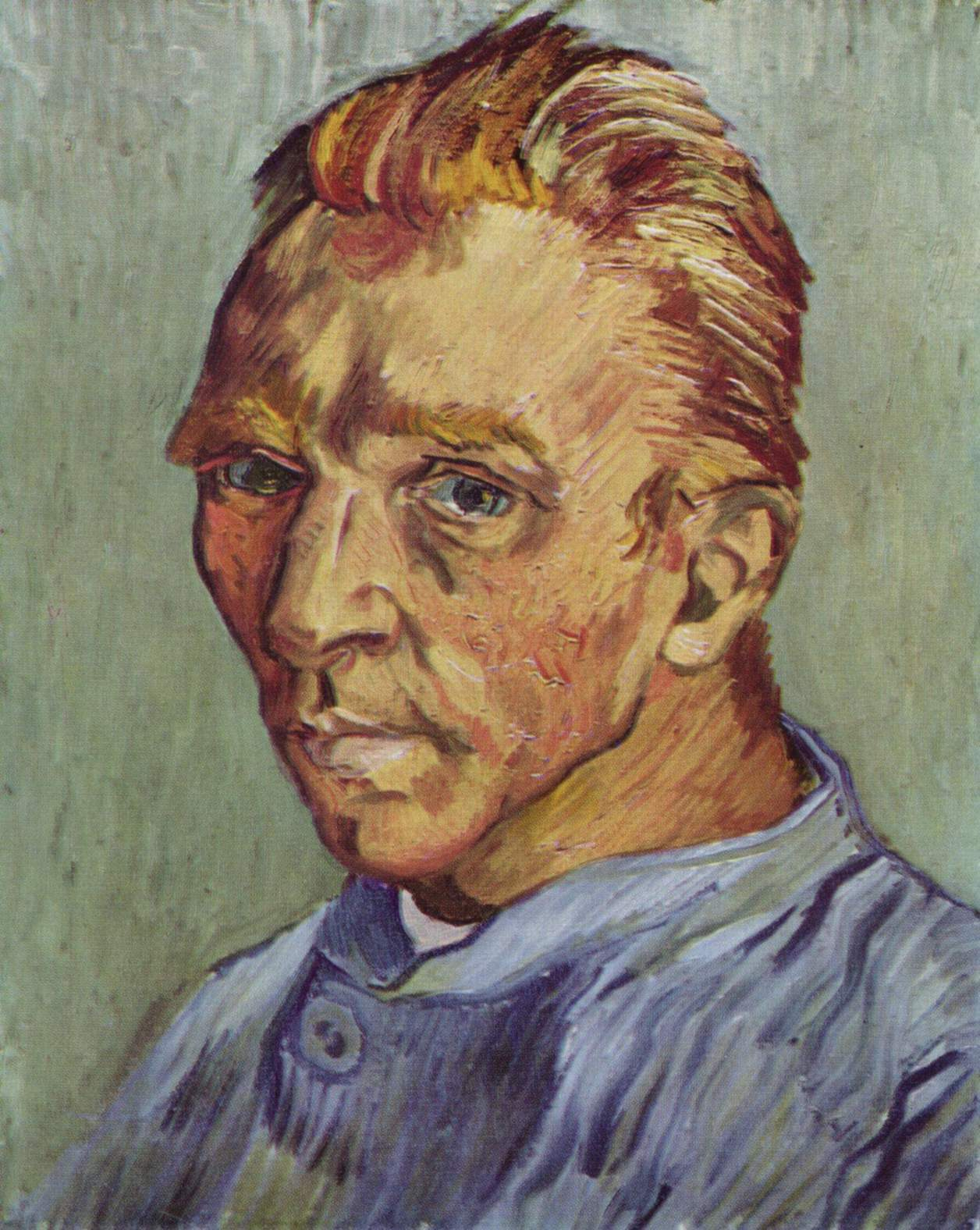
Vincent van Gogh: Selbstbildnis ohne Bart, 1889 Privatsammlung
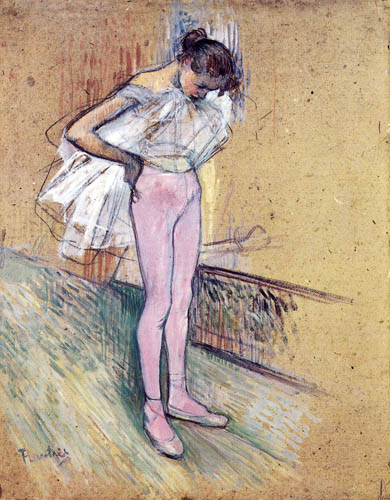
Henri de Toulouse-Lautrec: Danseuse Ajustant son Maillot, 1890 Privatsammlung
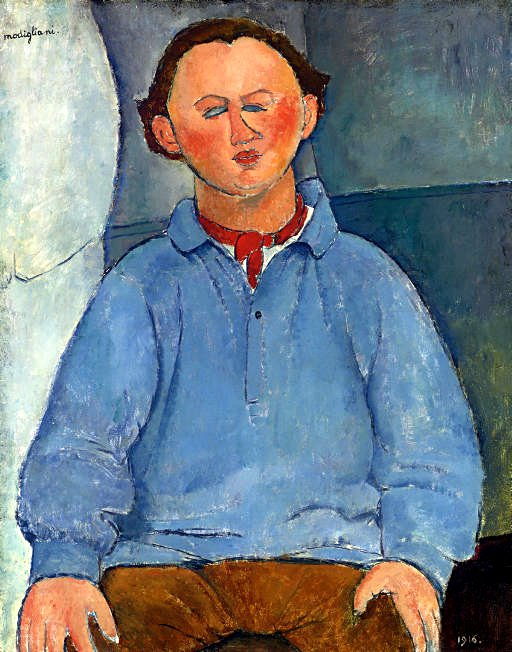
Amedeo Modigliani: Portrait du Sculpteur Oscar Miestchaninoff , 1916 Privatsammlung

Umfangreich waren Koerfers Bestände an kubistischer Malerei. So fanden sich von Georges Braque die Bilder Nature Morte - Le Café (1912), La Bouteille de Rhum (1911) und Nature Morte au Compotier (1919) in der Sammlung. Von Juan Gris besaß er das Gemälde Le Violon Vert (1916) und die Gouache mit Kohlezeichnung Nature Morte à la Lampe (1914). Hinzu kamen Fernand Légers Gemälde Remorqueur (1917), Composition jaune et noire (1929) und Composition à la fleur (1937) sowie das in Gouache mit Aquarell ausgeführte Werk Deux Profil (1926). Zur Sammlung gehörten weiterhin von Paul Klee orange, ultramarin, blau, ungedämpft, grün, violett, kl. orange Gestirn (Aquarell, 1915) und gefangene Tiere (Kleisterfarben auf Papier, 1940), von Henri Laurens Collage (1917), von Alberto Giacometti Nature Morte - d’après Cézanne (Bleistiftzeichnung, 1923/24) sowie von Piet Mondrian die Composition 1921 (1921). Koerfer hatte zudem Arbeiten von Pablo Picasso aus verschiedenen Werkphasen zusammengetragen: Demi-nu à la cruche (Gemälde, 1906), Violon, bouteille, verre (Gemälde, 1913), Tête de jeune fille au poème (Gemälde, 1938), La couseuse (Gouache, 1906) und L’Aubade (Zeichnung, 1970).
Zu den zeitgenössischen Arbeiten, die aus den 1960er Jahren stammten, gehörten Femme et Oiseau (1968) von Joan Miró, Hope of Angelique (1969) von Jules Olitzki, March of Winter (1958) und Underneath the Moments (1970) von Mark Tobey, Untitled (1967) von Mark Rothko, Untitled (1965) von Ben Nicholson, Untitled (1963) von Hans Hofmann und Pale Way (1969) von Kenneth Noland. Eine der jüngsten Arbeiten in der Sammlung Koerfer war eine Version der Two Flags von Jasper Johns aus dem Jahr 1973.
Darüber hinaus hatte Koerfer eine kleine Kollektion mit Skulpturen gesammelt. Diese reichten von Edgar Degas’ Danseuse au repos, les mains sur les reins, la jambe droite en avant von 1882/95 und Le Tub  von 1886, über Aristide Maillols Femme s’essuyant le pied und Jeune Fille nue debout von 1900 und Henri Laurens’ Femme couchée au miroir von 1922, bis zu Isaac Witkins Vermont von 1966 und dem Pointed Torso von Henry Moore aus dem Jahr 1969.